# Koji Futada
Koji Futada (jap. 二田 孝治 Futada Kōji; * 4. Mai 1938) ist ein japanischer Politiker der Liberaldemokratischen Partei und Mitglied des Sangiins. Er stammt aus dem Bezirk Minamiakita, Präfektur Akita, und ist Absolvent der Chuo-Universität. Im Jahr 1975 wurde er zum ersten Mal in das Parlament der Präfektur Akita und 1986 zum ersten Mal in das Oberhaus der Kokkai gewählt.